# 乱山遗址
乱山遗址，位于中国青海省湟源县申中乡卡路村，为青海省市县级文物保护单位，公布日期为1987年4月27日，类型为古遗址。
乱山遗址的历史年代为卡约文化。